# Долгая Дуброва
Долгая Дуброва (бел. Доўгая Дуброва) — деревня в Люденевичском сельсовете Житковичского района Гомельской области Белоруссии.

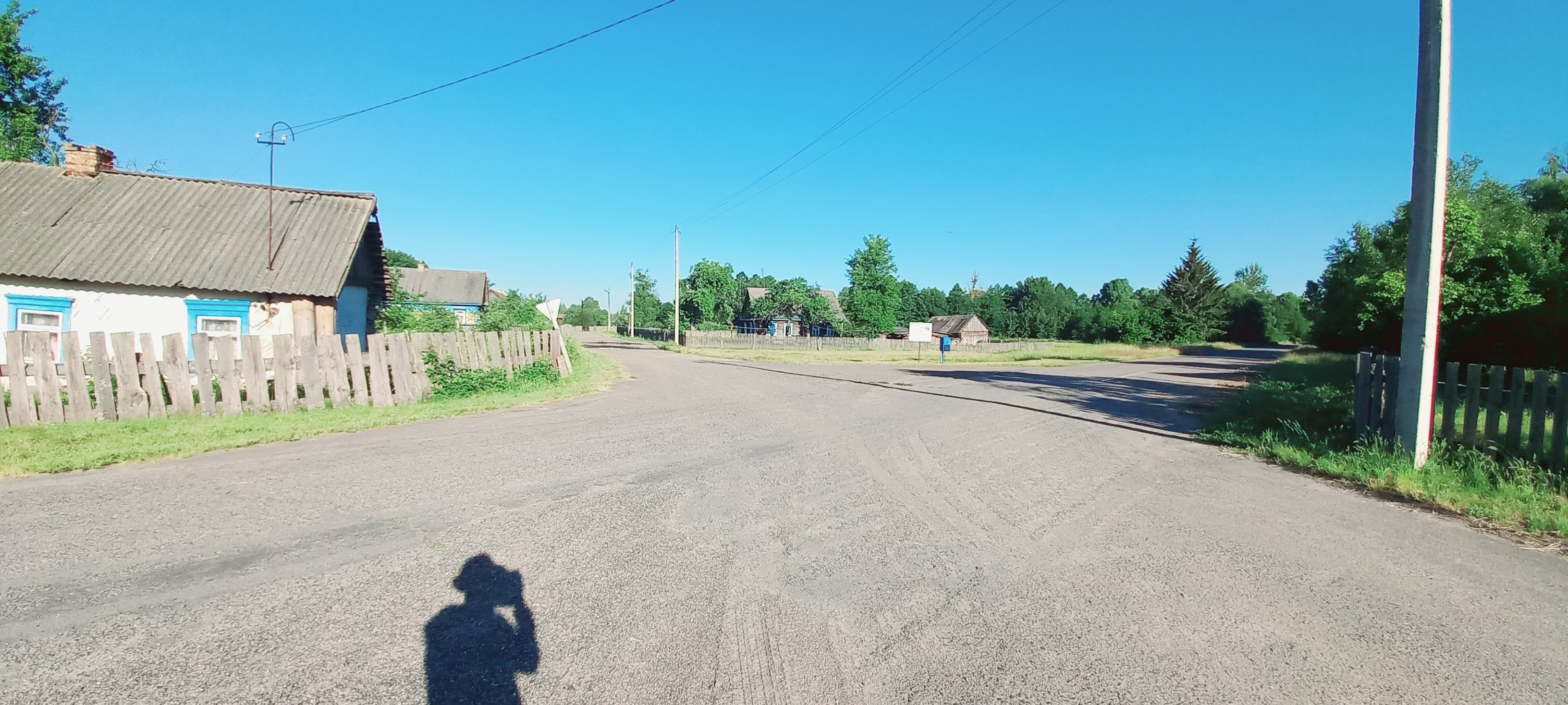
Въезд в деревню Долгая Дуброва

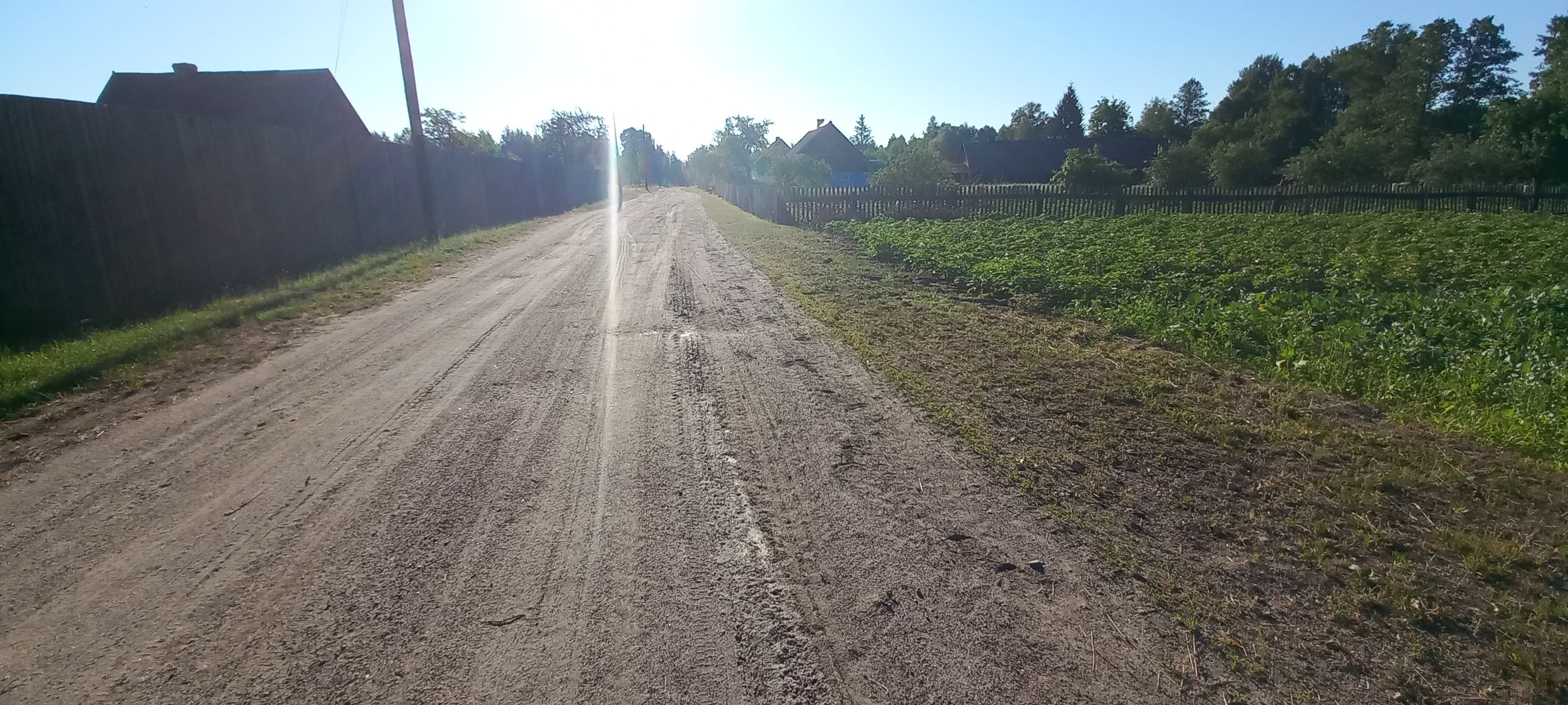

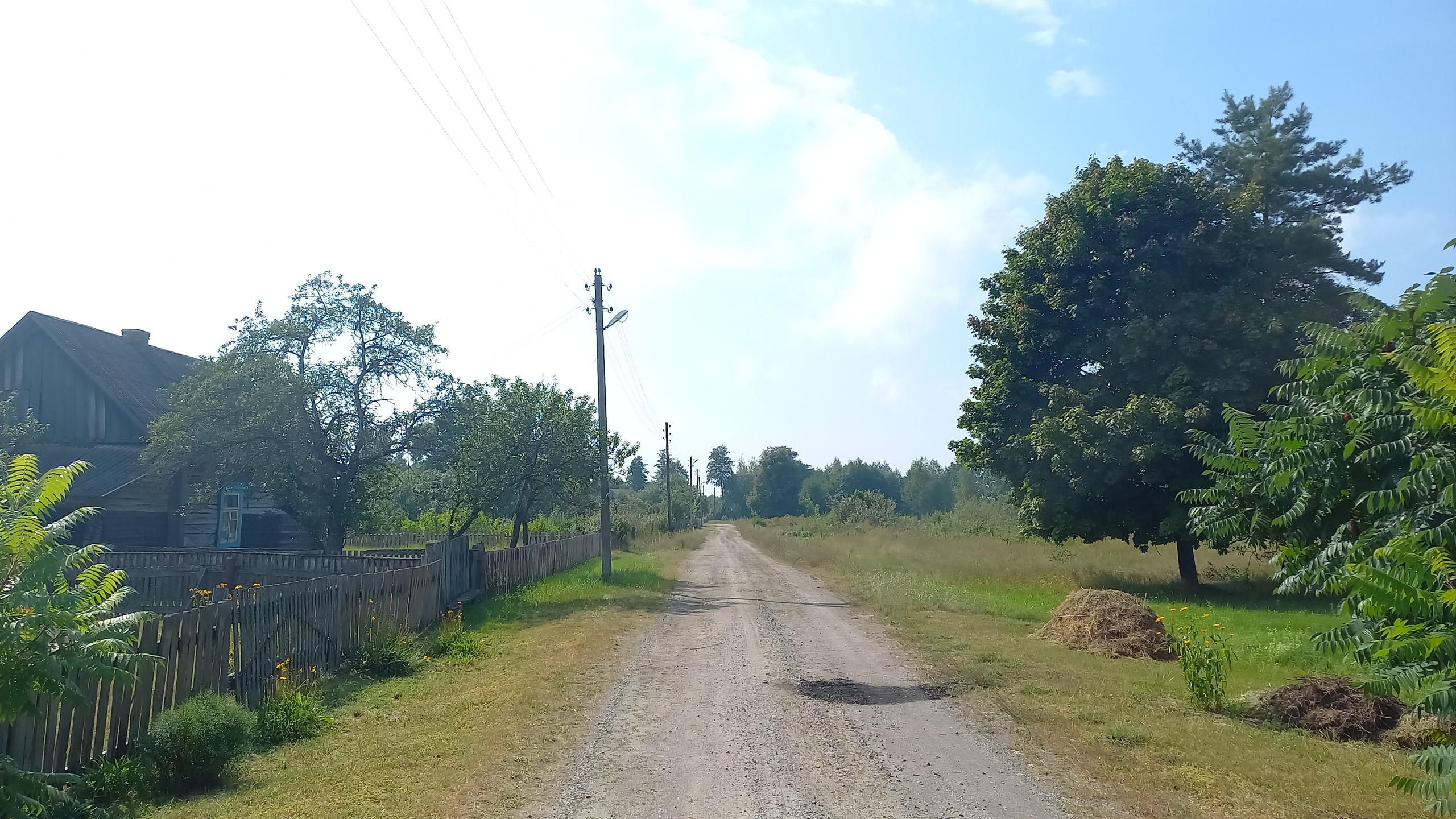

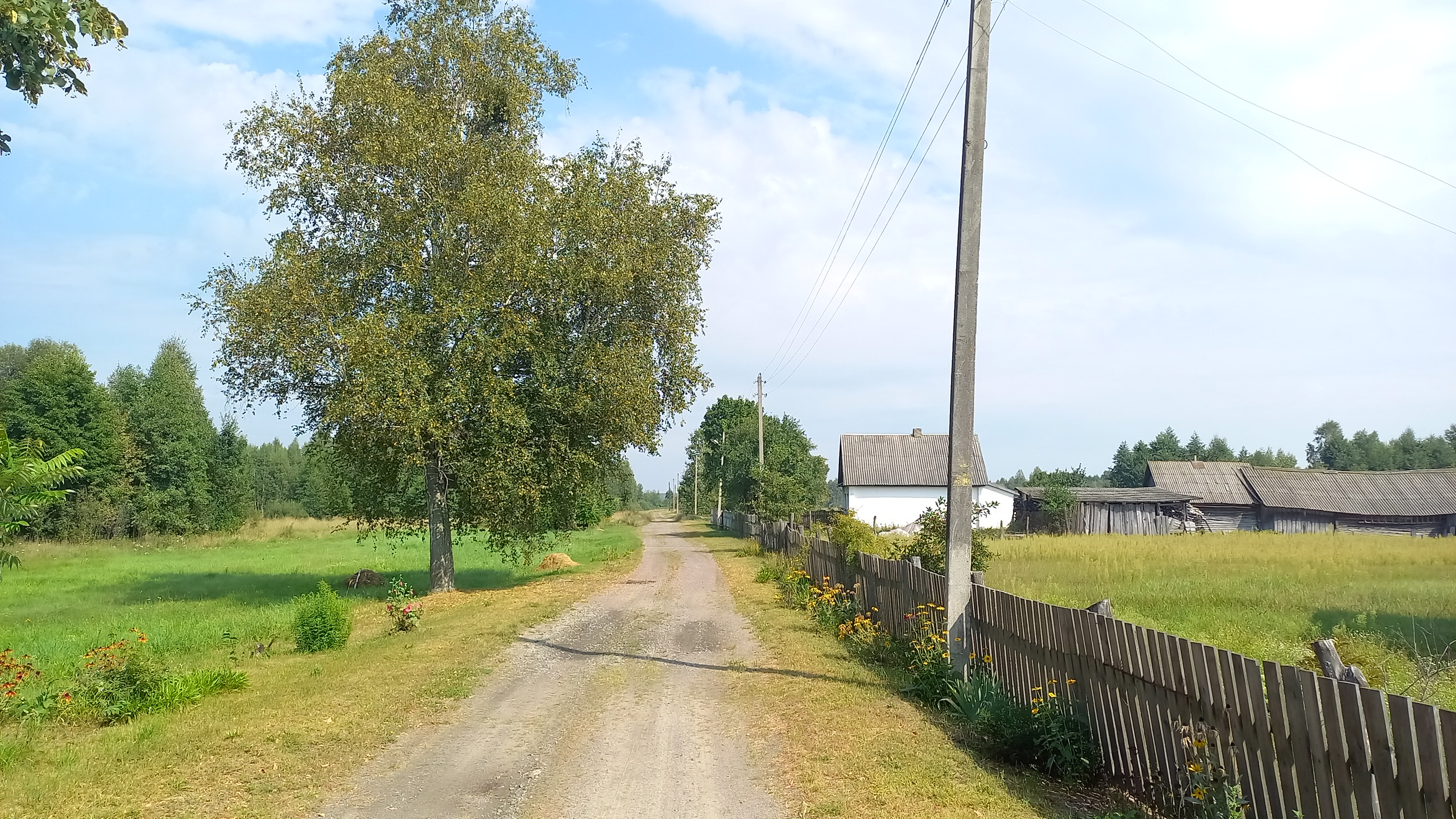

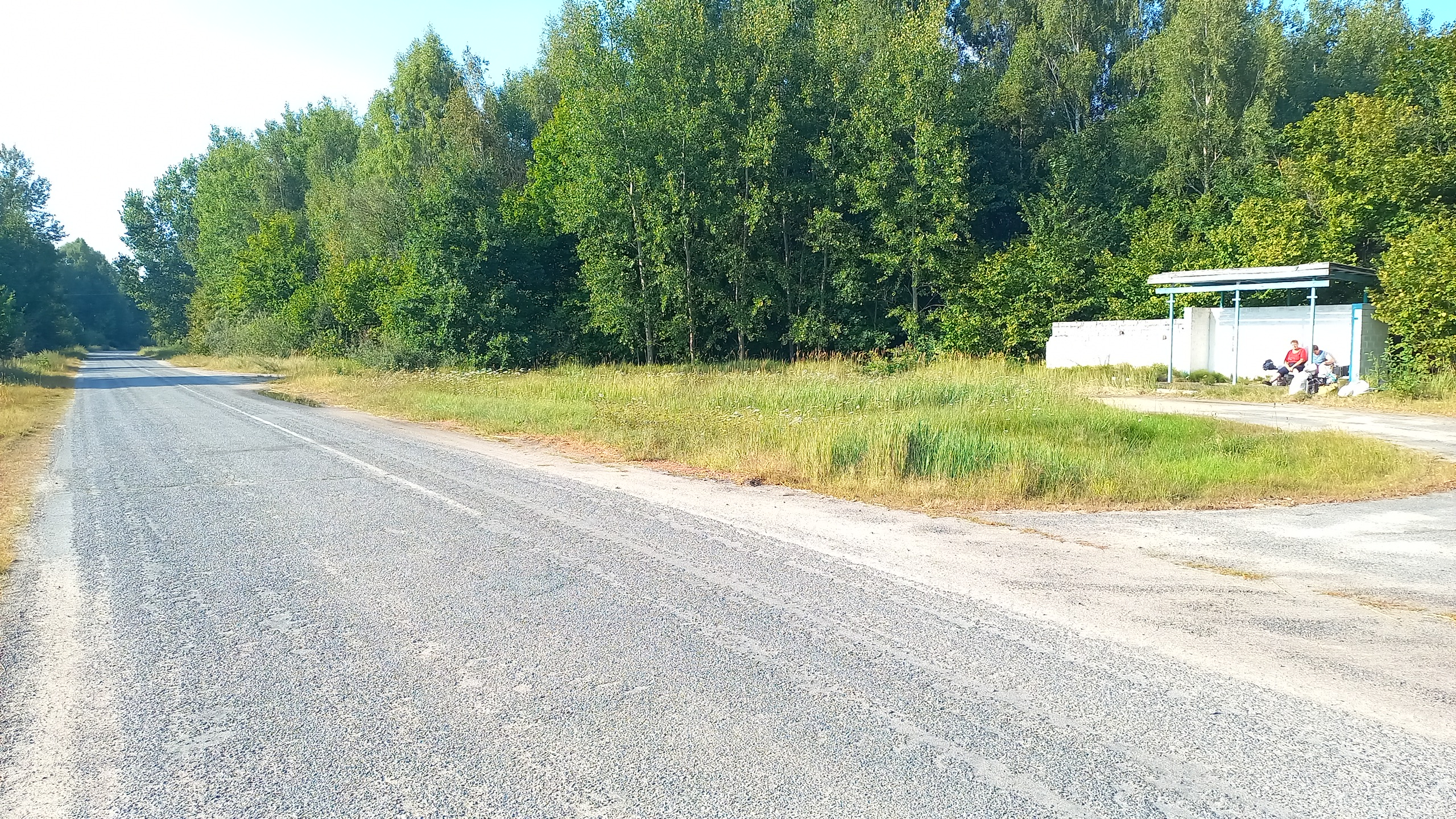

Кругом лес.
Дорога налево
Дорога ведущая на остановку
Дорога ведущая в вязов лес
Остановка

## География

### Расположение
В 13 км на юго-запад от Житковичей, 9 км от железнодорожной станции Дедовка (на линии Лунинец — Калинковичи), 245 км от Гомеля.

## Транспортная сеть
Транспортные связи по просёлочной, затем автомобильной дороге Лунинец — Калинковичи. Планировка состоит из 4 отрезков длинной широтной улицы, застроенной деревянными усадьбами, Автобус Житковичи-Д.Дуброва
Выезд в 6:00 Время приезда в деревню 16:30

## История
Согласно письменным источникам известна с XIX века как хутор в Мозырском уезде Минской губернии. В 1915 году в наёмном доме открыта школа. В 1917 году хутор Долгая Дуброва (он же Ново-Любимовск) в Житковичской волости. В 1929 году организован колхоз «Полесский гигант», действовала кузница. Во время Великой Отечественной войны в апреле 1944 году немецкие оккупанты полностью сожгли деревню и убили 5 жителей. Освобождена 5 июля 1944 года. 29 жителей погибли на фронте. Согласно переписи 1959 года в составе совхоза «Люденевичи» (центр — деревня Люденевичи). Действовал клуб.

## Население

### Численность
- 2023 год — 0 хозяйств, 0 жителей.

### Динамика
- 1917 год — 446 жителей.
- 1921 год — 79 дворов, 442 жителя.
- 1940 год — 83 двора.
- 1959 год — 280 жителей (согласно переписи).
- 2004 год — 50 хозяйств, 83 жителя.
- 2013 год — 25 хозяйств, 33 жителя.
- 2018 год — 17 хозяйств, 16 жителей
- 2022 год — 16 хозяйств, 15 жителей
- 2023 год — 0 хозяйств, 10
- жителей